# Dan Petrescu
Daniel Vasile Petrescu (ur. 22 grudnia 1967 w Bukareszcie) – rumuński piłkarz występujący na pozycji prawego obrońcy, oraz trener piłkarski.

## Kariera piłkarska
Jest wychowankiem Steaua Bukareszt. Jej zwycięstwo w Pucharze Europejskich Mistrzów Krajowych w 1986 oglądał z ławki rezerwowych. Trzy lata później w wieku 22 lat grał w finale tych samych rozgrywek, który tym razem Steaua przegrała.
Po upadku komunizmu w kraju wyjechał zagranicę. Przez trzy lata grał we Włoszech, a w 1994 przeniósł się do Anglii, do Sheffield Wednesday. W następnym sezonie był już zawodnikiem Chelsea, z którą dwukrotnie zdobył Puchar Anglii. W ciągu pięciu lat wystąpił w Premiership w barwach tego klubu w 150 meczach. Piłkarską karierę zakończył w 2003 w Naționalu Bukareszt.
W reprezentacjI Rumunii rozegrał 95 spotkań. Był partnerem w linii obrony Gheorghe Popescu i podstawowym zawodnikiem kadry w latach 90. XX wieku, kiedy, prowadzona przez Anghela Iordănescu, odnosiła największe sukcesy w historii: ćwierćfinał Mundialu 1994, udział w Euro 1996 oraz 1/8 finału w Mundialu 1998. Ostatnim turniejem, na którym wystąpił, było Euro 2000, które było pożegnaniem z reprezentacją dla większości przedstawicieli jego pokolenia (Popescu, Gheorghe Hagi, Miodrag Belodedici, Iulian Filipescu, Dorinel Munteanu).
Po zakończeniu piłkarskiej kariery rozpoczął pracę szkoleniową. Trenował Rapid Bukareszt, Sportul Studențesc Bukareszt, z którym wywalczył awans do Divizii A, oraz Wisłę Kraków, ale ze wszystkimi klubami rozstawał się szybko i nie zawsze w miłych okolicznościach. Wyjątkiem okazała się owocna praca w Unirei Urziceni, z którą między 2006 a 2009 rokiem zdobył pierwsze w historii klubu mistrzostwo kraju oraz awansował do fazy grupowej Ligi Mistrzów.

## Sukcesy piłkarskie
- mistrzostwo Rumunii 1986, 1988 i 1989, Puchar Rumunii 1989 oraz finał Pucharu Mistrzów 1989 ze Steauą Bukareszt
- Puchar Anglii 1997 i 2000, Puchar Ligi Angielskiej 1998 oraz Puchar Zdobywców Pucharów 1998 z Chelsea F.C.
- finał Pucharu Rumunii 2003 z Naționalem

W lidze rumuńskiej rozegrał 139 meczów i strzelił 28 bramek. 
 W lidze włoskiej rozegrał 79 meczów i strzelił 8 bramek. 
 W lidze angielskiej rozegrał 215 meczów i strzelił 24 bramki.
W reprezentacji Rumunii od 1989 do 2000 rozegrał 95 meczów i strzelił 12 bramek – uczestnik Mistrzostw Świata 1994 (ćwierćfinał) i 1998 (1/8 finału) oraz Euro 1996 (faza grupowa) i Euro 2000 (ćwierćfinał).

## Kariera szkoleniowa
Samodzielną pracę szkoleniową rozpoczął w Rapidzie Bukareszt, ale jego przygoda z jednym z najbardziej utytułowanych klubów w Rumunii trwała zaledwie cztery miesiące. Od 2004 trenował drugoligowy Sportul Studențesc Bukareszt, który w tym samym sezonie wprowadził do pierwszej ligi. Podał się do dymisji w grudniu 2005 po konflikcie z prezesem klubu.
Od 1 stycznia do 18 września 2006 był szkoleniowcem Wisły Kraków. Na koniec sezonu 2005/2006 wywalczył z nią wicemistrzostwo Polski, chociaż po rundzie jesiennej zespół był liderem ekstraklasy. Po słabych wynikach na inaugurację nowego sezonu oraz po porażce 0:1 z Iraklisem Saloniki w Krakowie w Pucharze UEFA został zdymisjonowany.
26 września 2006 został trenerem klubu rumuńskiej Divizii A Unirea Urziceni. Dwa i pół roku później zdobył z nim pierwsze w historii mistrzostwo kraju, a następnie awansował do fazy grupowej Ligi Mistrzów, gdzie m.in. dzięki zwycięstwo nad Rangers (4:1) i FC Sevilla (1:0) klub zajął trzecie miejsce, premiowane grą w Lidze Europy. W grudniu 2009 rozwiązał kontrakt z Unireą. Wywołało to spekulacje mediów, które sugerowały, że trener jest bliski objęcia posady w jednym z zespołów europejskich. Kilka tygodni wcześniej Rumun - bezskutecznie - ubiegał się o stanowisko selekcjonera reprezentacji Szkocji.
29 grudnia 2009 został trenerem Kubania Krasnodar. Po dymisji Henryka Kasperczaka pojawił się w gronie kandydatów do przejęcia Wisły Kraków, lecz ostatecznie został w Kubaniu. Kubań trenował do 14 sierpnia 2012.
Od czerwca 2015 roku Petrescu sprawuje funkcję trenera rumuńskiego klubu ASA Târgu Mureș.

## Sukcesy trenerskie
Wisła Kraków
- Wicemistrzostwo Polski: 2006

Unirea Urziceni
- Mistrzostwo Rumunii: 2009
- Final Puchar Rumunii: 2008
- awans do fazy grupowej Liga Mistrzów UEFA: 2009/10

Kubań Krasnodar
- Rosyjska Pierwsza Dywizja: 2010

ASA Târgu Mureș
- Superpucharu Rumunii: 2015

Jiangsu Sainty
- Puchar Chin: 2015

CFR Cluj
- Mistrzostwo Rumunii: 2017/18, 2018/19